# Bisdom Penedo
Het bisdom Penedo (Latijn: Dioecesis Penedensis) is een rooms-katholiek bisdom met als zetel Penedo, in Brazilië. Het bisdom is suffragaan aan het aartsbisdom Maceió.

## Geschiedenis
Het bisdom werd opgericht op 3 april 1916, uit delen van het bisdom Alagôas. 

## Parochies
Het bisdom had in 2021 een oppervlakte van 8.905 km2 en telde 1.065.700 inwoners waarvan 94,3% rooms-katholiek was.

## Bisschoppen
- Jonas de Araújo Batinga (28 januari 1918 - 30 juli 1940)
- Fernando Gomes dos Santos (9 januari 1943 - 1 februari 1949)
- Félix César da Cunha Vasconcellos (30 maart 1949 - 3 april 1957)
- José Terceiro de Sousa (9 november 1957 - 24 maart 1976)
- Constantino José Lüers (24 maart 1976 - 26 januari 1994)
- Valério Breda (30 juli 1997 - 16 juni 2020)
- Valdemir Ferreira dos Santos (18 augustus 2021 - heden)

Maceió (aartsbisdom) · Palmeira dos Índios · Penedo